# なかのひと。
『なかのひと。』は、北海道放送およびMUSIC ON! TVで放送されていたバラエティ番組である。

## 概要
あらゆる業界で働く「なかのひと」に密着し、様々な職業にスポットを当てるバラエティ番組。キャッチコピーは「ひと。を切り口に業界を学ぶ情報バラエティ」。

## 出演者
- MC：ゴー☆ジャス、瀬口かな
- ナレーター：大塚明夫
- レポーター：i☆Ris

## 放送リスト
| 放送回数 | 放送年月日     | 放送内容 |
| -------- | -------------- | --- |
| 1        | 2013年4月9日   | アニメ業界のなかのひと。 （株）ガイナックス クリエイター品川宏樹の場合。 地下アイドルのなかのひと。 アリスプロジェクト スチームガールズの場合。 |
| 2        | 2013年4月16日  | アニソン業界のなかのひと。 ソニー・ミュージック DJ和の場合。 動物園のなかのひと。 よこはま動物園ズーラシア 職員の場合。                         |
| 3        | 2013年4月23日  | アニソン業界のなかのひと。 ソニー・ミュージック DJ和の場合。 動物園のなかのひと。 よこはま動物園ズーラシア 職員の場合。                         |
| 4        | 2013年4月30日  | 声優業界のなかのひと。【コエキタ!!】藤田咲&大原さやかの場合。 フィギュア業界のなかのひと。フィギュア製作学校 fastの場合。                       |
| 5        | 2013年5月7日   | 声優業界のなかのひと。【コエキタ!!】MAKO&ゴー☆ジャス&瀬口かなの場合。 フィギュア業界のなかのひと。フィギュア製作学校 fastの場合。               |
| 6        | 2013年5月14日  | スタントマンのなかのひと。 ワイルドスタントの場合。 タワーレコードのなかのひと。 アニメコーナーバイヤー 中澄茜の場合。                          |
| 7        | 2013年5月21日  | スタントマンのなかのひと。 ワイルドスタントの場合。 バリスタのなかのひと。Lo SPAZIO 野崎晴弘の場合。                                            |
| 8        | 2013年5月28日  | アニソンアーティストのなかのひと。 スペースクラフト「春奈るな」の場合。 パフォーマーのなかのひと。 コミカルコーポレーション 小林玄の場合。      |
| 9        | 2013年6月4日   | アニソンアーティストのなかのひと。 スペースクラフト「春奈るな」の場合。 パフォーマーのなかのひと。 コミカルコーポレーション 小林玄の場合。      |
| 10       | 2013年6月11日  | 声優のなかのひと。 プロダクションエース「野水伊織」の場合。 パフォーマーのなかのひと。 コミカルコーポレーション 小林玄の場合。                  |
| 11       | 2013年6月18日  | 声優のなかのひと。 プロダクションエース「野水伊織」の場合。 女子プロレスのなかのひと。 アイスリボン 女子プロレスラーの場合。                    |
| 12       | 2013年6月25日  | 声優のなかのひと。 プロダクションエース「野水伊織」の場合。 女子プロレスのなかのひと。 アイスリボン 女子プロレスラーの場合。                    |
| 13       | 2013年7月2日   | 声優のなかのひと。 プロダクションエース「野水伊織」の場合。 アニメ業界のなかのひと。声優養成所 81ACTOR'S STUDIOの場合。                         |
| 14       | 2013年7月9日   | アニメ業界のなかのひと。 声優&歌手「南里侑香」の場合。 ビリヤード業界のなかのひと。ビリヤードプレイヤー 工藤孝代さんの場合。                    |
| 15       | 2013年7月16日  | アニメ業界のなかのひと。 声優&歌手「南里侑香」の場合。 ビリヤード業界のなかのひと。ビリヤードプレイヤー 工藤孝代さんの場合。                    |
| 16       | 2013年7月23日  | アニメ業界のなかのひと。声優&歌手「南里侑香」の場合。 お笑い業界のなかのひと。 共同生活芸人ハウスの住人さんの場合。                             |
| 17       | 2013年7月30日  | アニメ業界のなかのひと。声優&歌手「南里侑香」の場合。 お笑い業界のなかのひと。 共同生活芸人ハウスの住人さんの場合。                             |
| 18       | 2013年8月6日   | アニメ業界のなかのひと。 歌手「岡本菜摘」の場合。 お笑い業界のなかのひと。共同生活芸人ハウスの住人さんの場合。                                  |
| 19       | 2013年8月20日  | アニメ業界のなかのひと。 歌手「岡本菜摘」の場合。 映像業界のなかのひと。特殊メイクアーティスト 梅沢壮一さんの場合。                             |
| 20       | 2013年8月27日  | アニメ業界のなかのひと。 歌手「岡本菜摘」の場合。 映像業界のなかのひと。特殊メイクアーティスト 梅沢壮一さんの場合。                             |
| 21       | 2013年9月3日   | アニメ業界のなかのひと。歌手「岡本菜摘」の場合。 先端技術業界のなかのひと。 先端技術館@TEPIA 岡部ゆう子さんの場合。                             |
| 22       | 2013年9月10日  | アニメ業界のなかのひと。声優「中村桜」の場合。 先端技術業界のなかのひと。 先端技術館@TEPIA 岡部ゆう子さんの場合。                               |
| 23       | 2013年9月17日  | アニメ業界のなかのひと。 声優「中村桜」の場合。 ペット、動物業界のなかのひと。 東京コミュニケーションアート(TCA)ECO生徒さんの場合。             |
| 24       | 2013年9月24日  | アニメ業界のなかのひと。 声優「中村桜」の場合。 ペット、動物業界のなかのひと。 東京コミュニケーションアート(TCA)ECO生徒さんの場合。             |
| 25       | 2013年10月1日  | アニメ業界のなかのひと。 声優「中村桜」の場合。 ペット、動物業界のなかのひと。 東京コミュニケーションアート(TCA)ECO生徒さんの場合。             |
| 26       | 2013年10月8日  | アイドル業界のなかのひと。 男装ユニット「風男塾」の場合。 ラジコン業界のなかのひと。 ラジドル Mi-kon(みみこ)さんの場合。                        |
| 27       | 2013年10月22日 | アイドル業界のなかのひと。 男装ユニット「風男塾」の場合。 アニソン業界のなかのひと。 EMERGENCYさんの場合。                                      |
| 28       | 2013年10月29日 | アニソン業界のなかのひと。 歌手「河野マリナ」の場合。 アニソン業界のなかのひと。 EMERGENCYさんの場合。                                          |
| 29       | 2013年11月5日  | アニソン業界のなかのひと。 歌手「河野マリナ」の場合。 釣り業界のなかのひと。 釣りドル「みっちぃ」さんの場合。                                   |
| 30       | 2013年11月12日 | アニソン業界のなかのひと。 歌手「河野マリナ」の場合。 釣り業界のなかのひと。 釣りドル「みっちぃ」さんの場合。                                   |
| 31       | 2013年11月19日 | アニソン業界のなかのひと。 歌手「河野マリナ」の場合。 釣り業界のなかのひと。 釣りドル「みっちぃ」さんの場合。                                   |
| 32       | 2013年11月26日 | アイドル業界のなかのひと。 アフィリア・サーガの場合。 虫業界のなかのひと。 虫ドルカブトムシゆかりさんの場合。                                   |
| 33       | 2013年12月3日  | アイドル業界のなかのひと。 アフィリア・サーガの場合。 虫業界のなかのひと。 虫ドルカブトムシゆかりさんの場合。                                   |
| 34       | 2013年12月10日 | アニソン業界のなかのひと。 歌手「ChouCho」の場合。 エンタメ業界のなかのひと。 声優、ゲーマー、コスプレイヤー 青木志貴さんの場合。               |
| 35       | 2013年12月17日 | アニソン業界のなかのひと。 歌手「ChouCho」の場合。 エンタメ業界のなかのひと。 声優、ゲーマー、コスプレイヤー 青木志貴さんの場合。               |
| 36       | 2013年12月24日 | アニソン業界のなかのひと。 歌手「ChouCho」の場合。 エンタメ業界のなかのひと。 声優、ゲーマー、コスプレイヤー 青木志貴さんの場合。               |
| 37       | 2014年1月7日   | 声優業界のなかのひと。 声優ユニット ワンリルキスの場合。 グルメ業界のなかのひと。 日本唐揚協会会長 安久鉄平さんの場合。                         |
| 38       | 2014年1月14日  | 声優業界のなかのひと。 声優ユニット ワンリルキスの場合。 グルメ業界のなかのひと。 日本唐揚協会会長 安久鉄平さんの場合。                         |
| 39       | 2014年1月21日  | 声優業界のなかのひと。 声優ユニット ワンリルキスの場合。 グルメ業界のなかのひと。 日本唐揚協会会長 安久鉄平さんの場合。                         |
| 40       | 2014年1月28日  | 声優業界のなかのひと。 声優ユニット ワンリルキスの場合。 変わった協会のなかのひと。 日本ふんどし協会会長 中川ケイジさんの場合。                 |
| 41       | 2014年2月4日   | 変わった協会のなかのひと。 日本ふんどし協会会長 中川ケイジさんの場合。 アニメ業界のなかのひと。 声優 中島沙樹さんの場合。                       |
| 42       | 2014年2月18日  | 変わった協会のなかのひと。 日本おはじきサッカー協会会長 鴻井健三さんの場合。 アニメ業界のなかのひと。 声優 中島沙樹さんの場合。                 |
| 43       | 2014年2月25日  | アニメ業界のなかのひと。 声優 中島沙樹さんの場合。 変わった協会のなかのひと。 日本テキーラ協会会長 林生馬さんの場合。                           |
| 44       | 2014年3月4日   | 変わった協会のなかのひと。 日本テキーラ協会会長 林生馬さんの場合。 クラブ業界のなかのひと。 おばあちゃんDJ！ DJ SUMIROCKさんの場合。            |
| 45       | 2014年3月11日  | お笑い業界のなかのひと。 宇宙海賊ゴー☆ジャスの場合。 アイドル業界の中の人。 アイドル瀬口かなの場合。                                            |
| 46       | 2014年3月18日  | お笑い業界のなかのひと。 宇宙海賊ゴー☆ジャスの場合。 アイドル業界の中の人。 アイドル瀬口かなの場合。                                            |
| 47       | 2014年3月25日  | お笑い業界のなかのひと。 宇宙海賊ゴー☆ジャスの場合。 アイドル業界の中の人。 アイドル瀬口かなの場合。                                            |

## 放送日時
| 放送地域 | 放送局       | 放送期間                     | 放送日時           | 備考             |
| -------- | ------------ | ---------------------------- | ------------------ | ---------------- |
| 北海道   | 北海道放送   | 2013年4月9日 - 2014年3月25日 | 火曜 25:59 - 26:29 |                  |
| 日本全域 | MUSIC ON! TV | 2013年5月3日 - 2014年3月28日 | 金曜 19:00 - 19:30 | リピート放送あり |